# René Philombé
René Philombé (geboren als Philippe Louis Ombedé 13. November 1930 in Ngaoundéré, Französisch-Kamerun; gestorben 25. Oktober 2001 in Yaoundé) war ein kamerunischer Schriftsteller französischer Sprache. 

## Leben
Philippe Louis Ombedé ist adliger Herkunft, er änderte seinen Namen in René Philombé. Er wurde als Jugendlicher Mitglied der marxistischen Partei Union der Völker Kameruns (UPC), wurde mit 16 aus politischen Gründen vom Gymnasium in Yaoundé relegiert und erwarb einen externen Schulabschluss.
Philombé besuchte die Polizeiakademie in Yaoundé und wurde Polizist in Douala. 1955 erkrankte er an Poliomyelitis, war von da an stark behindert, schied aus dem Polizeidienst aus und widmete sich dem Schreiben. Er gründete eine französischsprachige Zeitung und eine Zeitung in der Sprache Ewondo. Philombé geriet 1960 im nunmehr unabhängigen Kamerun aus politischen Gründen für mehrere Monate in Gefängnishaft. 1972 schuf er seinen eigenen Buchverlag Semences Africaines. Er war Mitgründer und zwanzig Jahre lang, bis 1981, Sekretär der kamerunischen Schriftstellervereinigung Association des Poètes et Écrivains Camerounais (APEC). 1984 gab er mit Le livre camerounais et ses auteurs einen Überblick über die Geschichte der kamerunischen Literatur heraus.
Er erhielt 1965 den Prix Mottart der Académie française und 1992 den Prix Fonlon-Nichols der African Literature Association.

## Werke (Auswahl)
- Lettres de ma cambuse. Novellen. Yaoundé: Éditions Clé, 1964
- Le hibou.  Yaoundé : Editions APEC, 1965
- Sola ma chérie. Roman. Yaoundé: Éditions Abbia, 1966
- La Voix des poètes camerounais. Anthologie.  Yaoundé: Éditions APEC, 1966
- Un sorcier blanc à Zangali. Roman. Yaoundé: Éditions Clé, 1969
  - Der weisse Zauberer von Zangali: Roman aus Kamerun. Übersetzung Hermine Reichert. Frankfurt am Main: Lembeck, 1980 ISBN 978-3-87476-149-9
- Bürgerklage: Gedichte. Mit Zeichnungen von Mbori und Isidore Zogo. Übersetzung Armin Kerker. Zürich: Unionsverlag, 1981 ISBN 978-3-293-00021-6
- Histoires queue-de-chat: quelques scènes de la vie camerounaise. Yaoundé: Éditions Clé, 1971
- Les blanc partis, les nègres dansent. Yaoundé: Éditions Semences Africaines, 1973
- Petites gouttes de chant pour créer l'homme. Gedichte. Yaoundé: Éditions Semences africaines, 1977
- Le livre camerounais et ses auteurs: une contribution à l'histoire littéraire du Cameroun avec notice bio-bibliographique. Yaoundé: Éditions Semences africaines, 1977
- Les trouble-fêtes d'Africapolis. Tragödie. Yaoundé: Éditions Semences Africaines, 1978
- Choc anti-choc: roman en poèmes: écrits de prison 1961. Yaoundé: Éditions Sémences Africaines, 1978
- Espaces essentiels. Paris: Éditions Silex, 1982
- Le livre camerounais et ses auteurs: une contribution à l'histoire littéraire de la République Unie du Cameroun de 1895 à nos jours avec une notice bio-bibliographique des auteurs. Yaoundé: Éditions Semences Africaines, 1984
- Nnan Ndenn Bobo: conte politico-philosophique: suivi de Lamentations d'un joueur de mvet, poème.  Yaoundé : Éditions du CRAC, 1994
- Bedi-Ngula, l'ancien maquisard. Bayreuth: Breitinger, 2002 ISBN 978-3-927510-78-4